# Vejle (Faaborg-Midtfyn Kommune)
 Ikke at forveksle med Vejle.
 For alternative betydninger, se Vejle (flertydig). (Se også artikler, som begynder med Vejle)
Vejle er en by på Midtfyn med 1.058 indbyggere  (2024), beliggende 7 km nordøst for Brobyværk, 18 km syd for Odense og 15 km vest for Ringe. Byen hører til Faaborg-Midtfyn Kommune og ligger i Region Syddanmark.
Oprindeligt var Allested og Vejle to landsbyer, men de er med tiden vokset sammen. Byen er stadig delt mellem Allested Sogn, hvor Allested Kirke ligger, og Vejle Sogn, hvor Vejle Kirke ligger.

## Faciliteter
I forbindelse med kommunens nye skolestruktur fra 1. august 2011 blev Nørre Broby Skole og Vester Hæsinge Skole nedlagt, og Allested-Vejle Skole blev ligesom Pontoppidanskolen i Brobyværk en afdeling af Brobyskolerne. Allested-Vejle afdelingen har elever på 0.-6. klassetrin, og eleverne overflyttes til Pontoppidan afdelingen, når de skal fortsætte i 7. klasse. Broholm Børnehave indgår i en landsbyordning sammen med Allested-Vejle afdelingen. I 2014 var også Allested-Vejle afdelingen truet af lukning, men beboerne aktionerede ved bl.a. at danne en kæde af mennesker omkring skolen. Og de har været meget aktive for at få flere tilflyttere til byen.
Allested Ungdoms- & Idrætsforening (AU&I) har ca. 500 medlemmer og tilbyder fodbold, håndbold, badminton, bordtennis, squash og fitness. Foreningen blev stiftet i 1937, og den første hal blev bygget i 1982. Vejle Skytte-, Gymnastik- og Idrætsforening (VSG&IF) er startet af skytterne i 1866. Den har skytteafdeling, som er fusioneret med skytteforeningen i Nørre Broby, og en løbeafdeling. Den har også haft håndbold og gymnastik, som nu er overladt til AU&I, og en cykelafdeling, der er nedlagt. Begge foreninger holder til i Allested-Vejle Fritidscenter.
Byen har en Dagli'Brugs.

## Historie
Navnet Vejle findes i de gamle former Weteleue, Vedeløf, Weydeløff og Weyleff. På målebordsbladet fra 1900-tallet findes stavemåden Vejlev.
Vejle havde i slutningen af 1800-tallet andelsmejeri, telefoncentral og forsamlingshus (opført 1892). Allested havde fattighus med plads til 4 familier samt andelsmejeri og mølle med dampsavværk. På egnen fandtes flere teglværker. Ved hovedgården Vejlegård lå en vandmølle.

### Jernbanen
Allested fik jernbanestation på Odense-Nørre Broby-Faaborg Jernbane (1906-54). Stationen blev lagt lidt nærmere ved Vejle end ved Allested, men fik navn efter Allested fordi den lå i Allested Sogn og fordi der i forvejen var en Vejle Station i Jylland. Omkring stationen opstod bydelen Ny Allested, som for længst er vokset sammen med Vejle og lige knapt også er vokset sammen med den gamle landsby Allested, som den kun er adskilt fra af 200 m åbent land.
Allested Station er tegnet af arkitekten Emanuel Monberg. Stationsbygningen er bevaret på Banevænget 10. Den østligste del af Skolevej er anlagt på banens tracé.

### Forsamlingshus
I starten af 1970'erne havde hver af de to landsbyer stadig sit eget forsamlingshus. Bestyrelserne ville pga. skærpede krav til bl.a. køkkenfaciliteter rive dem ned og bygge ét nyt og moderne hus, men det støttede kommunen ikke. Derfor indsamlede man penge ved at lave byfesten Fynbofesten, og efter 5 år kunne man i 1977 indvie et moderniseret og tidssvarende forsamlingshus i Allested. Allested-Vejle Forsamlingshus har en stor sal med scene og plads til 125 personer og en lille sal, i alt med plads til 150 spisende gæster.

## Løgismose Mejeri
Vin- og delikatessefirmaet Løgismose, der blev startet i 1965, købte i 1969 Haarby Mejeri for at bevare produktionen af den fynske rygeost, som er den eneste ost, der er opfundet i Danmark uden inspiration fra udenlandske oste. I 2001 var mejeriet vokset ud af rammerne i Haarby, og produktionen blev flyttet til store, moderne faciliteter i Vejle.